# Ньїв-Амстердам
Ньїв-Амстердам (нід. Nieuw Amsterdam) - адміністративний центр округу Коммевейне в Суринамі. Являє собою прибережне місто, розташоване в гирлі річки Суринам прямо навпроти столиці країни Парамарибо. Населення міста складає приблизно 5000 жителів, більшість з яких яванці і гіндустані.
На місці міста між 1734 і 1747 роками була побудована п'ятикутна фортеця, яка захищала колонії від ворожих флотів. Уздовж берега досі також стоять великі гармати, встановлені американцями під час Другої світової війни для захисту гирла річки Суринам від німецьких суден.

## Примітки

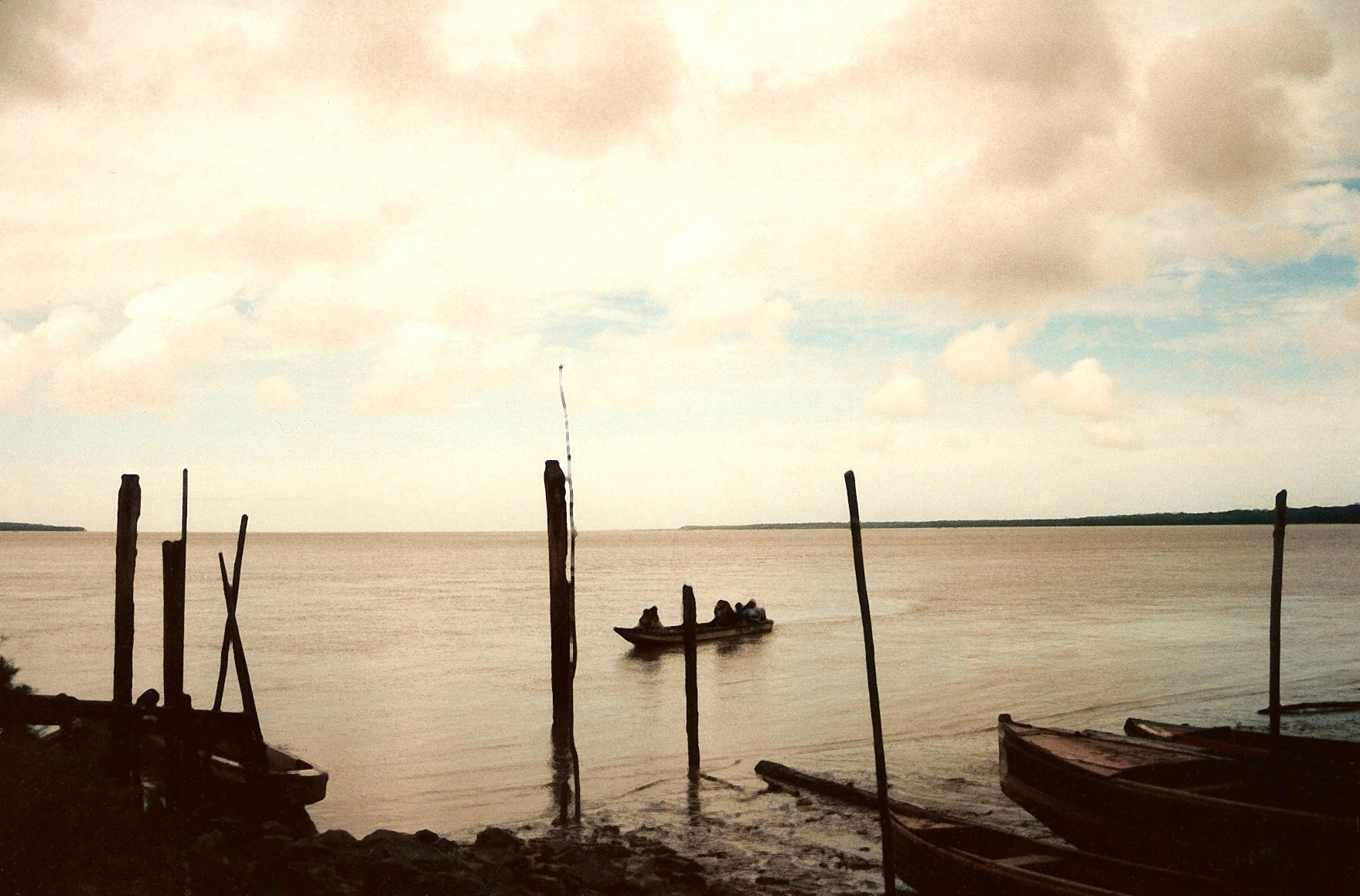
Злиття річок Коммевейне і Суринам в Ньїв-Амстердамі

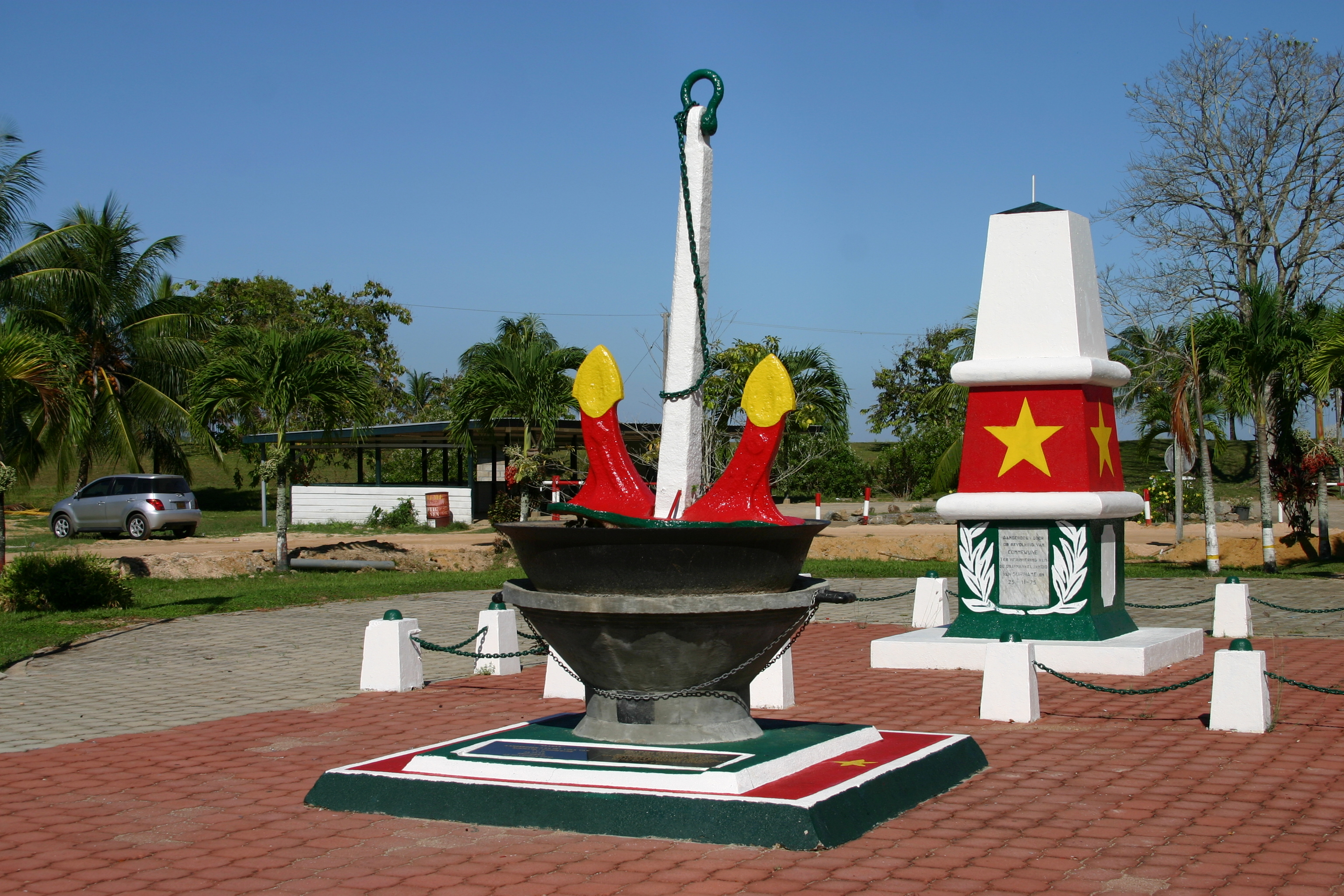
Пам'ятник Суринамським морякам в Ньїв-Амстердамі